# Ена Бегович
Ена Бегович (на хърватски: Ena Begović; на 16 юни 1960, Търпан, Хърватия, Югославия – 15 август, 2000, Брач, Хърватия) е хърватска актриса. Лауреат на наградите Pula Film Festival of Yugoslavian Films (1988) в номинацията за „най-добра женска поддържаща роля“ за ролята на Баронеса Кастели от телевизионния сериал Glembajevi и Pula Film Festival (1997) в ролята на Хел Мартинич от филма „Treća žena“.

## Кариера, личен живот и смърт
През 1999 г. участва в 28 филми и телевизионни сериали и става носител на наградите „Pula Film Festival of Yugoslavian Films“ (1988) в номинацията „най-добра актриса в поддържаща роля“ за ролята на Баронессы Кастели от телевизионния сериал „Glembajevi“ и „Pula Film Festival“ (1997) в ролята на Хелы Мартинич от филма „Treća žena“. Ена отделя 21 години за кариерата си.
През 2000 г. Ена не участва в нито в един филм или сериал. Тази, последната година от живота си, отиде при Бегович за да създаде семейство. На 1 юни 2000 г. Ена се омъжва за дългогодишния си любовник – хърватския бизнесмен Йосиф Раделяк, през следващия месец, а през следващия месец се ражда дъщеря ѝ Лана Радельяк.
В началото на 1990-те години Ена, управлявайки автомобил в град Загреб, попада в тежка катастрофа, повличайки след себе си смъртта на един мотоциклетист, за които Ена Бегович е осъдена на осем месеца условно лишаване от свобода с отсрочка от три години. Самата тя оцелява като по чудо. В обвинителния акт се твърди, че актрисата, насочвайки своята Suzuki Swift, на 5 юни 1996 г. около 1:45 на обяд, предизвика пътнотранспортно произшествие на кръстовището на „Ярунски път“ и улица „Марияна Хаберле“. В катастрофа загива моторист, като има и тежко ранен пътник – нейния колега актьор Джордж Кукулица има тежки телесни повреди.
Почти 10 години по-късно, на 15 август 2000 г. на остров Брач (Хърватия), Бегович отново попада в автомобилна катастрофа. Този път чудото не се случва – 40-годишната актриса, съпруга и майка на шестмесечната си дъщеря Лана, умира от тежка травма на главата. Жената е погребана в гробището „Мирогой“ в град Загреб, града, където тя за първи път попада в автомобилна катастрофа. Скоро след смъртта ѝ, нейния съпруг се Йосип Раделяк се жени за Влатке Покос(англ.)бълг.(англ.)бълг. на остров Мавриций, с която са заедно до юни 2007. След това от лятото на 2009 г. до септември 2012 г. на Иосип живее във фактически брак с актрисата Долорес Ламбаша (1981 – 2013), която отглежда дъщеря му Лану. 13 години по-късно, след смъртта на Бегович, 23 октомври 2013 г., 32-годишната Ламбаша също загива в автомобилна катастрофа.